# N266 (België)
De N266 is een gewestweg in België tussen Ruisbroek (N261) en Brussel bij het treinstation Brussel-Zuid (N265). De weg heeft een lengte van ongeveer 6 kilometer.
De route gaat via de Humaniteitslaan, Industrielaan, Tweestationsstraat en de Veeartsenstraat.
De gehele weg bestaat uit twee rijstroken in beide rijrichtingen samen, waar enkele gedeeltes de rijbanen gescheiden zijn van elkaar

## Aftakkingen

### N266a
De N266a is een aftakking tussen de N266 in Anderlecht en de rotonde van de N6/N282. De route is ongeveer 650 meter lang en gaat via de Frans van Kalkenlaan.

### N266b
De N266b is een aftakking van de N266 in Anderlecht en vormt een lus zodat het weer op de N266 uit kan komen. De route gaat via de Humaniteitslaan en Paapsemlaan. De route is ongeveer 1,4 kilometer lang.

### N266c
De N266c is een verbindingsweg in de N266b in Anderlecht van ongeveer 250 meter lang via de Eiland Sint-Helenastraat.

### N266d
De N266d is een verbindingsweg in de N266b in Anderlecht van ongeveer 300 meter lang via de Hertstraat.